# شاطئ الرمال الخضراء
شاطئ الرمال الخضراء أو باباكولى، هو شاطئ يقع في جزيرة هاواى، ويشتهر بلون رماله الخضراء، ويرجع السبب في ذلك إلى وجود كريستالات خضراء في
المنطقة المحيطة بالشاطئ تضفى على المكان مزيد من الجمال والبهجة.